# Главна управа државне безбедности НКВД СССР
Главна управа државне безбедности (рус. Главное управление государственной безопасности, ГУГБ) била је најважнија безбедоносна служба Совјетског Савеза, у оквиру Народног комесаријата унутрашњих послова СССР. Овај орган постојао је од 10. јула 1934. до 3. фебруара 1941. године. ОГПУ је деловао од 1923. до 1931/32. године као претходник ГУГБ-а. ГУГБ била је обавештајна служба и тајна полиција, под управом НКВД-а, од јесени 1934. до почетка 1941. године. Њен први начелник био је Јаков Агранов, комесар 1. ранга државне безбедности и заменик Народног комесара унутрашњих послова (у то време Генрих Јагода). Током свог постојања, ГУГБ је имала кључну улогу у спровођењу репресивних мера и обавештајних активности, што је укључивало прогоне, репресије и чистке које су карактерисале тај период совјетске историје.

## Историја
Главна управа државне безбедности (ГУГБ) произашла је из Обједињене државне политичке управе (ОГПУ). Дана 3. фебруара 1941. године, Специјалне секције (ОО) ГУГБ-НКВД, које су биле одговорне за контраобавештајну делатност у војсци, постале су део Црвене армије и Ратне морнарице. Јединице које су деловале у оквиру ГУГБ-а реорганизоване су и постале темељ новоформираног Народног комесаријата државне безбедности (НКГБ).
Након избијања Другог светског рата, НКВД и НКГБ су поново уједињени, али не као ГУГБ, већ као потпуно одвојене Управе. Дана 20. јула 1941. године, контраобавештајна служба војске и ваздухопловства враћена је НКВД-у као Управа специјалних одељења под руководством Виктора Абакумова; у јануару 1942. године, контраобавештајна служба морнарице је такође прикључена. У априлу 1943. године, поново је пребачена у Народни комесаријат одбране и Народни комесаријат морнарице, постајући СМЕРШ (од „Смерть шпионам”, односно „Смрт шпијунима”); у исто време, ГУГБ је поново одвојен од НКВД-а као НКГБ

## Руководиоци ГУГБ
До краја 1937. године, ГУГБ је био најмоћнији и најутицајнији орган у структури НКВД-а. Одељења (секције) ГУГБ-а бавила су се обавештајним радом, унутрашњом безбедношћу, контраобавештајним активностима, заштитом владе и тајних комуникација.
Први начелник ГУГБ-а био је Јаков Агранов, комесар 1. ранга државне безбедности и први заменик Народног комесара унутрашњих дела СССР. Следећи начелник ГУГБ-а од 15. априла 1937. до 8. септембра 1938. био је командир корпуса (комкор) Михаил Фриноски, ког је наследио Лаврентиј Берја, који је у то време тек унапређен у комесара 1. ранга државне безбедности. Када је Берја постао Народни комесар унутрашњих дела СССР (шеф НКВД-а), комесар 3. ранга државне безбедности Василиј Меркулов постао је његов први заменик и нови, и последњи начелник ГУГБ-а.

## Организација
Између 1934. и 1941. године, Главна управа државне безбедности пролазила је кроз неколико организационих промена. У јануару 1935. године, у структури ГУГБ-а постојало је девет одељења:
Начелник ГУГБ-а – комесар 1. ранга Државне безбедности Јаков Агранов
1. Одељење за оперативне послове – Карл Паукер (руководилац)
2. Специјално одељење  – Глеб Боки
3. Финансијско одељење (ЭКО) – Лев Миронов
4. Специјално одељење (ОО) – Марк Гај
5. Тајно политичко одељење (СПО) – Георгиј Молчанов
6. Спољно одељење (ИНО)  – Артур Артузов
7. Одељење за транспорт (ТО) – Владимир Кичкин
8. Одељење за информације и статистику (УСО) – Јаков Генкин
9. Кадровско одељење (ОК) – Јаков Вејншток

До краја 1937. Народни комесар унутрашњих послова Николај Јежов наредбом #00362 променио је број одељења са пет на дванаест.
Начелник ГУГБ-а – комкор Михаил Фриновски
1. Одељење 1 (Заштита владе) – Израел Дагин
2. Одељење 2 (Оператива) – Анс Залпетер
3. Одељење 3 (Контраобавештајна делатност ) (КРО) – Александар Минајев-Чиканович
4. Одељење 4 (Тајно политичко) (СПО) – Михаил Литвин
5. Одељење 5 (Специјално) (ОО) – Николај Николајев Журид
6. Одељење 6 (Транспорт) (ТО) – Михаил Волков
7. Одељење 7 (Спољно (обавештајно)) (ИНО) – Абрам Слуцки
8. Одељење 8 (Записи и статистика) (УСО) – Владимир Цесарски
9. Одељење 9 (Специјално (кодно)) (ОО) – Исак Шапиро
10. Одељење 10 (Затвори) – Јаков Вејншток
11. Одељење 11 (Морски транспорт) (ВО) – Виктор Јирцев
12. Одељење 12 (Техничко-оперативно) (OOT) – Семјен Жуковски

Након што је Лаврентије Берија преузео место Фриновског као шеф ГУГБ-а, 29. септембра 1938. године, ГУГБ је претрпео још једну организациону промену.
Начелник ГУГБ-а – комесар 1. ранга Државне безбедности Лаврентиј Берија
1. Одељење 1 (Заштита владе) – Израел Дагин
2. Одељење 2 (Тајно политичко) – Богдан Кобулов
3. Одељење 3 (Контраобавештајно) – Николај Николајев Журид
4. Одељење 4  (Специјално) – Пјотр Федотов
5. Одељење 5 (Спољно (обавештајно)) – Зелман Пасов
6. Одељење 6 (Кодови) – Александар Баламутов
7. Истражно одељење ГУГБ-а

Начелник ГУГБ-а – комесар 3. ранга Државне безбедности Вселовод Меркулов
1. Одељење 1 – (Заштита партијских и државних функционера)
  - укључује Политичко одељење, 24 одељења, школу, комадантске канцеларије у ЦК КПСС и НКВД СССР
2. Одељење 2 – (Тајно политичко)
  - Одељење 1 [троцкисти, зиновијевци, левичари, десничари, мијасниковци, шљапниковци, искључени из партије, страни представници]
  - Одељење 2 [Меншевици, анархисти, чланови Социјалистичке револуционарне партије, бундисти, ционисти, клерици, провокатори, жандарми, контраобавештајци, кажњеници, Бели козаци, монархисти]
  - Одељење 3 [Сукобљавање са украјинским, белоруским и угро-финским национализмом]
  - Одељење 4 [Истраживање политичких партија, дашнаци, турко-татарско-монголске националне организације, грузмекси, мусаватисти, националисти]
  - Одељење 5 [Литература, штампа, издавалаштво, позоришта, кино, уметност]
  - Одељење 6 [Научне академије, научно-истраживачки институти, научна друштва]
  - Одељење 7 [Откривање и истраживање организација међу студентском омладином, систем Народног комесаријата просвете и деца која су била подвргнута репресији]
  - Одељење 8 [Народни комесаријат здравља СССР и РСФСР и његове образовне институције]
  - Одељење 9 [Народни комесаријат правде, Врховни суд, Тужилаштво, Народни комесаријат социјалног осигурања и њихове образовне институције]
  - Одељење 10 [Суочавање са црквом и сектама]
  - Одељење 11 [Организације физичке културе, добровољна друштва, клубови, спортске штампе]
  - Одељење 12 [Посебни савети, милиција, ватрогасна служба, војни комесаријати, руководство резервама]
3. Одељење 3 – (Контраобавештајно)
  - Одељење 1 [Немачка, Мађарска]
  - Одељење 2 [Јапан, Кина]
  - Одељење 3 [Велика Британија]
  - Одељење 4 [Француска, Италија, Белгија, Швајцарска, Шпанија]
  - Одељење 5 [Румунија, Грчка, Бугарска, Југославија]
  - Одељење 6 [Пољска]
  - Одељење 7 [Финска, Шведска, Норвешка, Данска]
  - Одељење 8 [Сједињене Државе и земље Јужне Америке]
  - Одељење 9 [Турска, Иран, Авганистан]
  - Одељење 10 [Елементи Белог покрета]
  - Одељење 11 [Летонија, Естонија, Литванија]
  - Одељење 12 [Народни комесаријат спољних послова, амбасаде и конзулати]
  - Одељење 13 [Извршни комитет Коминтерне, Црвена помоћ]
  - Одељење 14 [Спољна трговина, трговинска представништва]
  - Одељење 15 [Друштво за промоцију културних и туристичких односа са Совјетским Савезом (Интурист СССР) и Друштво културних односа са Совјетским Савезом (ВОКС)]
  - Одељење за обезбеђивање дипломата
  - Политичко одељење безбедности дипломата
  - Одељења 16, 17, 18, 19 [Безбедност дипломата]
4. Одељење 4 – (Специјално)
  - Одељење 1 [Штаб]
  - Одељење 2 [Обавештајне дирекције]
  - Одељење 3 [Авијација]
  - Одељење 4 [Техничке јединице]
  - Одељење 5 [Моторизоване јединице]
  - Одељење 6 [Артиљерија, коњица и артиљеријске јединице]
  - Одељење 7 [Пешадија, коњица и артиљеријске јединице]
  - Одељење 8 [Политички комесари]
  - Одељење 9 [Медицинска служба]
  - Одељење 10 [Морнарица]
  - Одељење 11 [НКВД трупе]
  - Одељење 12 [Организационо и мобилизационо]
  - Истражно одељење
5. Одељење 5 – (Спољно (обавештајно))
  - Одељење 1 [Немачка, Мађарска, Данска]
  - Одељење 2 [Пољска]
  - Одељење 3 [Француска, Белгија, Швајцарска, Холандија]
  - Одељење 4 [Велика Британија]
  - Одељење 5 [Италија]
  - Одељење 6 [Шпанија]
  - Одељење 7 [Румунија, Бугарска, Југославија, Грчка]
  - Одељење 8 [Финска, Шведска, Норвешка, Спицберген]
  - Одељење 9 [Летонија, Естонија, Литванија]
  - Одељење 10 [Сједињене Државе, Канада, Јужна Америка, Мексико]
  - Одељење 11 [Јапан, Манџурија]
  - Одељење 12 [Кина, Синђијанг]
  - Одељење 12 [Монголска, Тува]
  - Одељење 12 [Турска, Иран, Авганистан]
  - Одељење 12 [Техничка обавештајна делатност]
  - Одељење 12 [Оперативна опрема]
  - Одељење 12 [Визе]
6. Одељење 6 – (Шифровање, заштита државних тајни)
  - Одељења 1, 2, 3 [Заштита државних тајни, провера и евидентирање оних који имају приступ тајним пословима и документима]
  - Одељење 4 [Дешифровање]
  - Одељење 5 [Истраживање, развој и евидентирање шифара, израда НКВД шифара, обука специјалиста за шифровање]
  - Одељење 6 [Процес шифровања НКВД-а]
  - Одељење 7 [Организационо управљање периферним уређајима, развој упутстава и прописа о тајном шифровању и агентским мисијама]
  - Одељење 8 [Шифровање]

7. Истражно одељење ГУГБ-а

### Чинови у ГУГБ-у
ГУГБ је имао јединствен систем чинова, комбинацију система звања који се користио у Црвеној армији и личних звања која су се користила у Милицији; ознаке чинова такође су биле веома различите.
Када су звања ГУГБ и Милиције замењена војним звањима и ознакама у фебруару 1943. године, звања од мајора до наредника су усаглашена са звањем од пуковника до млађег поручника, док су звања виша од старијег мајора замењена различитим степенима комесара. Године 1945, генерални комесар Лаврентиј Берија је добио звање Маршала Совјетског Савеза, а остали Комесари ГУГБ су добили звања од генерала Армије до генерал-мајора.
Упоредна табела специјалних чинова командног особља ГУГБ НКВД СССР-а и командног особља Црвене армије
| Ознака (1935 – 1937) | Ознака (1937 – 1941) | ГУГБ НКВД СССР                                                                          | Црвена армија                                                           |
|                      |                      | Наредник државне безбедности Сержант государственной безопасности                       | Поручник Лейтенант                                                      |
|                      |                      | Млађи поручник државне безбедности Младший лейтенант государственной безопасности       | Старији поручник Старший лейтенант                                      |
|                      |                      | Поручник државне безбедности Лейтенант государственной безопасности                     | Капетан Капитан                                                         |
|                      |                      | Старији поручник државне безбедности Старший лейтенант государственной безопасности     | Мајор Майор                                                             |
|                      |                      | Капетан државне безбедности Капитан государственной безопасности                        | Пуковник Полковник                                                      |
|                      |                      | Мајор државне безбедности Майор государственной безопасности                            | Командир бригаде Командир бригады (Комбриг)                             |
|                      |                      | Старији мајор државне безбедности Старший майор государственной безопасности            | Комадир дивизије Командир дивизии (Комдив)                              |
|                      |                      | Комесар државне безбедности 3. ранга Комиссар государственной безопасности 3-го ранга   | Командир корпуса Командир корпуса (Комкор)                              |
|                      |                      | Комесар државне безбедности 2. ранга Комиссар государственной безопасности 2-го ранга   | Командант 2. ранга Командующий армией 2-го ранга (Командарм 2-го ранга) |
|                      |                      | Комесар државне безбедности 1. ранга Комиссар государственной безопасности 1-го ранга   | Командант 1. ранга Командующий армией 1-го ранга (Командарм 1-го ранга) |
|                      |                      | Генерални комесар државне безбедности Генеральный комиссар государственной безопасности | Маршал Совјетског Савеза Маршал Советского Союза                        |

Чинови ГУГБ 1935–1943
- Генеральный комиссар Государственной безопасности – Генерални комесар Државне безбедности
- Комиссар Государственной безопасности 1-го ранга – Комесар Државне безбедности 1. ранга
- Комиссар Государственной безопасности 2-го ранга – Комесар Државне безбедности 2. ранга
- Комиссар Государственной безопасности 3-го ранга – Комесар Државне безбедности 3. ранга
- Старший майор Государственной безопасности – Старији мајор Државне безбедности
- Майор Государственной безопасности – Мајор Државне безбедности
- Капитан Государственной безопасности – Капетан Државне безбедности
- Старший лейтенант Государственной безопасности – Старији поручник Државне безбедности
- Лейтенант Государственной безопасности – Поручник Државне безбедности
- Младший лейтенант Государственной безопасности – Млађи поручник Државне безбедности
- Сержант Государственной безопасности – Наредник Државне безбедности